# Втрати корисних копалин
Втрати корисних копалин (рос.потери полезных ископаемых, англ. working loss, mineral losses; нім. Verlust m der Minerals n, Mineralienverluste m pl) — частина балансових запасів твердих корисних копалин, яка неминуче втрачається при розробці родовищ і переробці корисних копалин.

## Кількісна оцінка
Для оцінки повноти вилучення запасів з надр застосовуються коеф. вилучення корисних копалин і корисного компонента.
Коеф. вилучення (добування) корисних копалин виражає відношення кількості видобутої корисної копалини разом з породою до кількості погашених балансових запасів. Величина ця змінюється від 0,4 до 1,2 і більше; при розробці тонких жил системами з валовою виїмкою — до 3 і більше.
Коеф. вилучення корисного компонента з надр виражає відношення кількості корисного компонента, вилученого з надр, до кількості корисного компонента, яка була укладена в підрахованих балансових запасах. У галузях гірничодоб. промисловості втрати балансових запасів коливаються від 2-3 до 40-50% і навіть більше в залежності від способів, що застосовуються і систем розробки, цінності сировини, гірничо-геол. і інших умов експлуатації родов. твердих корисних копалин. Найменші втрати властиві відкритому способу розробки (3-6%). При підземному видобутку втрати складають в сер. 12-18%.

## Втрати корисних копалин при шахтному способі розробки
Втрати корисних копалин при шахтному способі розробки поділяються на три групи: загальношахтні (в запобіжних та бар'єрних ціликах), експлуатаційні (охоплюють втрати за площею — невиймані частини ціликів біля підготовчих виробок, в очисному просторі та на межах видобувних дільниць), за потужністю пласта (пачки вугілля, залишені в покрівлі, підошві або між шарами пласта в очисних і підготовчих виробках; втрати через нераціональне ведення гірничих робіт, протипожежні цілики, опорні цілики; під час транспортування тощо).

## Втрати при збагаченні корисних копалин
Втрати при збагаченні корисних копалин — відносна величина, що характеризує недовилучення цінного компонента в кінцевий продукт збагачення. Втрати цінного компонента розраховують як різницю (100 — ε)%, де ε — вилучення цінного компонента в концентрат. Величина втрат мінералів у процесі збагачення від 5 до 50%. Найістотніші втрати супутніх компонентів. При некомплексній переробці мінеральної сировини величина втрат деяких компонентів (що не вилучаються) може досягати 100%. Відсутність відпрацьованих пром. технол. процесів вилучення корисних компонентів з бідних зростків, шламів і пульпи з металами, що містяться в ній в розчиненому вигляді, є причиною значних втрат кольорових, рідкісних і дорогоцінних металів при збагаченні руд.

## Втрати нафти у пласті
Втрати нафти у пласті (рос.потери нефти в пласте; англ. oil loss in reservoir; нім. Erdölverlust m in der Schicht f) — кількість нафти в ціликах, лінзах, тупикових зонах, малопроникних ділянках, застійних зонах між свердловинами стягуючих і розрізаючих рядів, а також у порах заводненого об'єму пластів, яка не вилучається з експлуатаційного об'єкта при реалізованій системі розробки. Втрати нафти у пласті мають місце внаслідок макро- і мікронеоднорідності пластів, високої питомої поверхні гірських порід, підвищеної величини в'язкості нафти порівняно з в'язкістю витіснювальних агентів, поверхневих і капілярних явищ, особливостей сітки свердловин, недостатньої ефективності режиму витіснення і інш.